# Кай Метов
Кай М́етов (М́етов Кайр́ат Ерд́енович; нар. 19 вересня 1964, Караганда, Казахська РСР, СРСР) — радянський і російський автор-виконавець і композитор. Заслужений артист Росії (2015).

## Життєпис
Народився 19 вересня 1964 року в Караганді в родині Ердена та Світлани Метових, куди за розподілом після університету було скеровано його батька. Батько — казах з рода аргинів, а мати — росіянка з Московської області.
Згодом родина переїжджає до Алма-Ати, де Кай, маючи абсолютний музичний слух, поступив до республіканської музичної школи за класом скрипки. Після перемог на республіканських дитячих музичних конкурсах, продовжив навчання в Центральній музичній школі при Московській державній консерваторії, де отримав середньо-спеціальну освіту (1982). Протягом двох років проходив службу у бригаді охорони Міністерства оборони (1982—1984), де у вільний час був спочатку активним учасником, а потім музичним керівником ВІА «Молодість».
Після закінчення служби Кай розпочинає активну творчу діяльність як соліст-інструменталіст, працюючи в різних музичних колективах (перше місце роботи — Тамбовська обласна філармонія). Паралельно він здобуває досвід роботи звукорежисером і аранжувальником.
1991 року Кай записує свої перші пісні, які миттєво стають популярними («Мама! Я хочу быть пионером» (укр. Мама! Я хочу бути піонером), «Битое стекло» (укр. Бите скло)). З цієї миті у нього починається кар'єра автора-виконавця. 1993 року виходить дебютний альбом «Position № 2» (укр. Позиція № 2) з однойменним хітом, який став візитівкою Кая. З тих пір він постійно гастролює у країні та за кордоном. Успіх закріплює наступний альбом із хітом «Вспомни меня» (укр. Згадай мене). 1995 року програма «Акули пера» визнає його найбагатотиражнішим артистом Росії. Невипадково, Кай є одним із найяскравіших символів «лихих 90-х».
Кай Метов — учасник численних телевізійних передач, благодійних і просвітницьких акцій, лауреат телевізійних фестивалів «Пісня року», «П'ятдесят на п'ятдесят» та ін. За великий внесок у суспільно-політичну та військово-патріотичну виховну роботу нагороджений орденами та медалями громадських і відомчих організацій, численними дипломами та грамотами.
Має вищу юридичну освіту (РДСУ, 2003). 2013 року закінчив ГІТІС за спеціальністю актор драматичного театру та кіно. В дипломному спектаклі грав роль Гріга за п'єсою «Безіменна зірка» Михаїла Себастьяна. Академік Міжнародної академії культури та мистецтв.
2003 року Кай Метов заявив про себе не лише як автор-виконавець своїх пісень, а й як композитор, написавши пісню «Роза чайная» (укр. Троянда чайна) для дуету Маші Распутіної та Філіпа Кіркорова, що стала дуже популярною. 2015 року Распутіна випустила пісні «Когда мы вместе» (укр. Коли ми разом; музика Кай Метов, слова Ілля Рєзнік), «Загадай на меня» (укр. Загадай на мене; музика Кай Метов, слова В. Степанов), «С Новым годом, страна!» (укр. З Новим роком, країно!; музика Кай Метов, слова В. Степанов).
З 2011 до 2014 року був господарем нічного клубу «Кай Метов» у готелі «Метрополь».
На сьогоднішній день Метов продовжує творчу та гастрольну діяльність, займається бізнесом (плацентарна косметика, нанокосметика). Член Ради директорів ТОВ «НаноДерм-профі».
2013 року написав музику до серіалу «Особливості національної маршрутки» та зіграв там самого себе.
2014 року Кай Метов випустив перший інструментальний альбом «Для тебя и о тебе» (укр. Для тебе і про тебе), що закріпив за композитором статус сильного мелодиста[джерело не вказане 3174 дні].
2015 року співак Володимир Левкін виступив в образі Кая Метова в шоу перевтілень Першого каналу «Точь-в-точь»[джерело не вказане 3174 дні].
У грудні 2015 року компанія United Music Group випустила на CD і LP альбом найкращих пісень Кая Метова за 1993—2015 року в новому звучанні «Лучшие хиты» (укр. Найкращі хіти), а також сингл «Давай, вставай!» (укр. Давай, вставай!; музика і слова Кай Метов)[джерело не вказане 3174 дні].

## Особисте життя
З першою й єдиною на сьогоднішній день офіційною дружиною Наталією познайомився за рік після звільнення в запас із армії (розлучилися 1990 року), від якої має трьох дітей:
- Дочка Христина Кайратівна Метова (нар. 1987) — балерина, хореограф.
- Дочка Анастасія Кайратівна Метова (нар. 1996) — студентка[3].
- Син Рік Кайратович Метов (нар. 1998).

Зустрічався з Ольгою Філімонцевою з гурту «Любовні історії».

## Дискографія

### Студійні альбоми
- 1993 — «Position № 2»
- 1995 — «Снег моей души»
- 1996 — «Тебя со мною рядом нет»
- 1997 — «Где-то далеко идут дожди»
- 2004 — «Слишком близко, почти рядом»
- 2009 — «Что б ты делала, родная, если б не было меня»
- 2013 — «Для тебя и о тебе»
- 2014 — «Особенности национальной маршрутки»
- 2017 — «Негромко о сокровенном»
- 2017 — «Лови момент»

### Збірники
- 1995 — «Вспомни меня»
- 1998 — «Мне хорошо с тобой»
- 1998 — «Новые и лучшие песни»
- 2002 — «Ти решила так сама»
- 2003 — «Лучшие песни»
- 2008 — «Воспитательный процесс»
- 2009 — «The best»
- 2015 — «Лучшие хиты»

## Фільмографія
| Рік       |   | Українська назва                   | Оригінальна назва                  | Роль                                                                    |
| --------- | - | ---------------------------------- | ---------------------------------- | ----------------------------------------------------------------------- |
| 2012—2012 | с | КВК                                | КВН                                | виступ у конкурсі «СТЕМ із зіркою» з командою Збірна Камизякського краю |
|           | с | Слід                               | След                               | Семен Ковін, батько Єгора Ковіна (серія 694 «Непорочне насильство»)     |
|           | с | ОСА                                | ОСА                                | лікар-психіатр Краснов Петро Ілліч (серія 13 «Кохання до гробу»)        |
| 2013—2013 | с | Особливості національної маршрутки | Особенности национальной маршрутки | камео, композитор                                                       |

## Критика
Олексій Копцев стверджує, що Кай Метов «сильний мелодист», але його дуже зіпсувало прагнення робити комерційну музику. Крім того, Копцев вважає, що Метову набагато краще бути хітмейкером, аніж співати самому.